# Dobsina
Dobsina (szlovákul Dobšiná, németül Dobschau, latinul Dobsinium) város a mai Szlovákiában, a Kassai kerület Rozsnyói járásában.

## Fekvése
Rozsnyótól 26 km-re északnyugatra, a Gömör–Szepesi-érchegység középső részén, a Dobsina-patak partján fekszik.

## Nevének eredete
Neve a szláv Dobsa személynévből ered és „Dobsa birtoka” jelentésű.

## Története
A település a Dobsina-patak két oldalán erdőirtással keletkezett 1326-ban, amikor szász bányászokat telepítettek itt le; ezek a dobsinai szászok a "buléner" nevezetű népcsoporthoz tartoztak, és nyelvjárásukat valamint identitásukat az évszázadok során őrizték meg. A város lakossága ugyanis az egri káptalan előtt 1326-ban kötött egyezség értelmében, a híres „korponai szabadsággal" megajándékoztatván szabadon űzte bányászatát, de a jövedelem egyharmad része ugyanazon egyezség szerint a földesúrnak volt fenntartva. A település szabad polgárai bírájukat és papjukat szabadon választhatták. A legrégebbi buléner polgári családok között szerepeltek: Stempel, Lux, Antony, Kaiser, Klein, Hankó, Krausz, Szontagh, Fischer, Pack, Gotthardt, Rachl stb. A 14. század második felében megjelenik a település történetében az ősi nemesi Szontagh család, amely egészen a 20. századig szorosan kötődött hozzá.
1417-ben Zsigmond királytól vásártartási jogot kapott és bányaváros lett. A 15. századtól a település a nemesi származású Bebek család csetneki uradalmához tartozott. A hegyek gazdag érceiből a város gyorsan meggazdagodott. Határában aranyat, ezüstöt, nikkelt, majd később vasat, rezet, kobaltot és higanyt bányásztak. 1544. október 14-én megrohanta a török, felgyújtotta, lakosságát pedig elhurcolta. 1556-tól a füleki török közigazgatásnak fizetett adót. A 17. században a környék vasiparának központja lett, ahol fegyvergyár is működött. Itt épült meg 1680-ban az ország első vasolvasztója. 1723-ban a város megszabadult a földesurainak fizetett adók alól, 1756-ban pedig Mária Terézia rendeletére szabad királyi város lett. 1770-ben a városban 15 különböző céh működött. 1792-ben felépült a ma is álló templom.
A 18. század végén Vályi András így ír róla: „DOBSINA. németűl Tobschau. Bánya Város Gömör Vármegyében, földes Urai külömbféle Urak, ’s a’ Csetneki Uradalomhoz tartozik, lakosai katolikusok, és evangelikusok, fekszik Csetnektöl északra két mértföldnyire, határos oláh Patakával, Felső Sajóval, Talgártal, és Iglóval, Szepes Várm. Nagy meredek erdős hegyek között épűlt, napkelet felől való hegye fekete hegynek, németűl Schwarczenbergnek neveztetik, mellynek kebele rézzel igen gazdag, és vassal is bővelkedik, felső része pedig épűletre, és tűzre való fával, a’ Város felett észak felé lévő hegy pedig sűrű, és vastag fenyves erdővel gazdag, mellyböl hoszszú tsatornákat készítenek a’ lakosok, és a’ Rosnyaiaknál, ’s másoknál elárúlgatnak. Hajdani nevezetes szabadságokkal bírt e’ Város. Régenten Gróf azután Hertzeg Rákótziaké vólt; kik a’ Királyi Felség ellen fellázzadván, birtokjok a’ Királyi Fiscusra szálla. Megszerezvén pedig kész pénzen Lányi, és Zontag Nemzetségek, két szabad Udvar vala benne, birtokos ezeken kivűl itten Márjásy Uraság is, lakosai e’ Városnak igen munkások, és a’ Szászoknak maradékai, noha tótúl is beszéllenek. Határbéli mezőjök meszsze terjed, de szántó földgyök nehéz a’ mivelésre, mellyet mindazáltal tellyes nyugodalommal, ’s megelégedéssel mivelnek. Tsudálkozásra méltó, hogy e’ helyet semmiféle viszontagság velek el nem hagyattathatta. Elrontatott ugyan e’ Város egyszer a’ Tőrökök által; de története homályban van. Nevezetes vas hámorai, mellyeken kivűl réz, tzinóbriom, kényeső, és arany értzék is vagynak itten; két vas öntő műhelye is van, és egy elpusztúlt réz olvasztója Sztretzena nevezetű részén. Emlékezetes itten a’ Kóbald, mellyet e’ Városnak határjában Schoem nevű idegen ez előtt 18 esztendőben feltalált vala. Ásattatik itten asbestus is, papíros, és örlő malmai is vagynak, mellyeket folyó vize hasznosan hajt, melly Rozsnyó, és Berzéte felé foly. Volt itten egy vas öntő műhely is, mellyet néhai nagy tapasztalású Lányi János állítatott vala fel, ’s ekkor fegyverek, ’s nem utolsó puska tsők készíttettek itten, 1538dikban pedig atzélt készítő műhelyek is valának itten, mellynek munkáltatása nem régiben, egy Nemes Társaság által újjonnan folyamatban vétettetett. Határjának egy harmad része közép termékenységű, legelője elegendő, ’s mind a’ kétféle fája van, kortsmája, malma, serháza nevezetes, héti vásárja is van, itató helye alkalmatos, piatzozása közel, szenet, és meszet is égetnek, a’ vas verő műhelyekben is jó keresettyek lévén, első Osztálybéli.”
A 19. század közepén Fényes Elek leírásában: „Dopschina, (Dobschau, Topscha, Dobschinium), Gömör v. népes szabadalmas bányaváros, Rosnyóhoz északra 2 mfdnyire, egy magas hegyektől bekerített mély völgyben: 554 kath., 4367 evang. tót és német lakosokkal. Kath.- és evang. anyaszentegyház; evang. deák oskola, melly hajdan virágzó gymnasium volt. Határa hegyes, és igen sovány; a hegyek oldalain, miután az erdők kiirtattak, jó legelővel; de fő élelmét bányáiban keresi, mellyekben sok vas, piskolcz, réz, czinóber, kényeső, asbest, gránát chrysolittal vegyesen, terpentin, wismuth, márvány s m. i. ásatik. A hámorokban sok és jó vas (öntött vas is) készül, valamint a papirosmalom, a méhtenyésztés, s lentermesztés szinte figyelemre méltók. Ut. p. Rosnyó.”
1855-ben a város háromnegyedét elpusztította egy tűzvész. A bányászat és a kohászat a 19. század végén szűnt meg.
Borovszky Samu monográfiasorozatának Gömör-Kishont vármegyét tárgyaló része szerint (részlet): „Dobsina rendezett tanácsú város Gömör vármegyének északkeleti részén, a Dobsch patak regényes völgyében, nyugatról keletre terjed. Észak felől a Fekete-hegység és Hosszúhegy, kelet felé a Golyó-felsőhegy, Spitz és Száraztető, dél felé a Kőzúgó, Hegyesdomb és a Csendes erdő, nyugat felé a Bükkös és Tárcsa által körülvett, teljesen védett völgykatlanban, 468 méternyi tengerszín fölötti magasságban fekszik és a bánréve-dobsinai vasútvonal végállomása. A város határában a legmagasabb hegy a Tresznyik (1398 m.) a Felsőbükkös (1294 m.), Andreiszkó (1271 m.), Feketehegy (1149 m.), Golyóhegy (999 m.), Száraztető (1044 m.) stb. [...] Dobsinának mérsékelt és egészséges éghajlata van. A tél ugyan hosszú és kemény, de a magas hegyek a szelek és viharok erejét megtörik. A hegyes és köves talaj többnyire mészkőből, pala- és agyagrétegekből áll és csak a legnagyobb szorgalom és megmunkálás után termi meg a gazdának a legszükségesebbet. A földmívelés Dobsinán alacsony fokon áll és azzal a lakosság igen csekély része foglalkozik, ellenben a marhatenyésztés és a méhészet, mint hasznothajtó foglalkozás, emelkedőben van. A míg a bánya- és kohóipar Dobsinán virágzott, addig a lakosság legnagyobbrésze ezzel az iparággal foglalkozott; most azonban, midőn a vasipar pangása következtében a város két kohója beszüntette az üzemet és a munkások nagyrészét elbocsátották, a bányamunkások száma is nagyon megapadt és ma már kevesen foglalkoznak ez iparággal. A lakosság kis töredéke földmíveléssel, marhatenyésztéssel, fafuvarozással, favágással foglalkozik, elenyésző csekély része pedig az itteni két fűrészgyárban, lakatos- és asztalos-műhelyben és reszelő-vágógyárban nyer alkalmazást. A bánya- és kohó-ipar és főképen a vasipar pangása és hanyatlása következtében Dobsina város munkásosztálya tömegesen kénytelen itt hagyni ősi hazáját és távol, leginkább Amerikában keresni meg a maga és családja számára a mindennapi kenyeret; a város jóléte és vagyonosodása pedig lassanként hanyatlásnak indul.”
A trianoni diktátumig Gömör és Kishont vármegye Rozsnyói járásához tartozott.
Az 1920-as évek során, dr. Lux Gyula, nyelvész, és vitéz Gömöry Árpád (1883–1943), tábornok, a Vaskorona-rend lovagja, a "Dobsinai Társaskör" két vezetője volt és egyben a két legaktívabb tagja is. A Trianoni békeszerződést követően a felvidéki Dobsina el lett szakítva a Magyar Királyságtól, település ahonnan mindkettőnek a családja származott; igen komoly vállalkozásba nagy erőt fektettek be, különböző kulturális, nyelvészeti, katonai történelmi tanulmányokkal Dobsináról, amelyekkel igyekeztek a település múltját megőrizni. 1927-ben a "600 éves Dobsina Jubileumi Emlékkönyve" nevezetű munkát adtak ki a szintén dobsinai származású dr. Szlávik Mátyás segítségével. Gömöry Árpád, nem csak szellemi munkatársa volt Lux Gyulának de bensőséges barátságot is ápolt vele, a katonatiszt pedig távoli rokona volt Lux Gyula feleségének, a dobsinai származású Gömöry Irénnek.
1945. június 18-án 265, a kitelepítés után visszatérni szándékozó, főként német és magyar nemzetiségű dobsinai lakost mészároltak le a csehországi Přerov vasútállomásán a csehszlovák hadsereg részeg katonái. A teljesség igénye nélkül az 1945. június 19-én Přerov mellett (Horní Mostěnice, Svéd-sánc nevű dűlőn) kivégzett magyar és német családok nevei és a település, ahonnan származtak:
- † Csiszkó János és Mária négy gyermekével, Dobsináról (6 fő)
- †  Gaál Ágnes és Anna lánya két gyermekével (4 fő), Jánosgyarmat (Janová Lehota 132)
- † Gaál Filoména és Emma lánya (2 fő), Jánosgyarmatról (Janová Lehota 135)
- † Gaál Rozália és 3 gyermeke (4 fő), Jánosgyarmat (Janová Lehota 86)
- † Gaál Mária és 4 gyermeke (5 fő), Dobsina
- † Gömöry János és neje (2 fő), Dobsina
- †  Klein Béla és Erzsébet + 2 gyermekük (4 fő), Malompatak (Mlynica)
- † Kovács Béla és Paula (2 fő), Dobsina
- †  Krausz Árpád és 2 gyermeke (3 fő), Poprád
- †  Láng János és Anna (2 fő), Jánosgyarmat (Janová Lehota 203)
- †  Pacsubay Gusztáv és Márta + 3 gyermekük (5 fő), Dobsina
- †  Qvikó András és Anikó, Pál fiúk Anna feleségével + 4 gyermekük, illetve további 2 fia József és András (10 fő), Dobsina
- †   Scholz Béla és Berta felesége + 3 lányuk és 2 fiuk (7 fő), Késmárk
- †  Molnár Lajos és Eliza lánya (2 fő), Dobsina
- †   Polónyi János és Jusztínia + 3 gyermekük (5 fő), Dobsina
- †   Toma Sándor és Júlia, Júlia nővérei Batáry Ilona és Emma (4 fő), Dobsina
- †  Török Zsuzsanna, anyósa Anna és lány Katarína (3 fő), Dobsina
- †  Wágner Béla és Margaréta, Anna és Béla gyermekük és Bála testvére Géza (5 fő), Dobsina
- †  Wágner János és édesanyja (2 fő), Dobsina

Összesen 20 család, 77 személy, ebből 20 nő, 14 idősebb férfi és 43 tizenöt éven aluli gyermek!

## Dobsina külső telepei[8]

### A Dobsch-fővölgyben
- Kohótelep
- Felső- és Alsó-hámor
- Cigány-telep
- Alsó-fűrész-telep

### A Fekete-hegy alatt
- Lányihutta-telep

### A Gölnicz-völgyben
- Hegyeskő (Jégbarlang)
- János-telep (Spital)
- Gölniczvölgyi kohó-telep (Középső hámor)
- Rákospatak
- Rákóczy-telepek (Szikafka)

## Népessége
| Év:            | 1994. | 2004.   | 2014.    | 2024.   |
| -------------- | ----- | ------- | -------- | ------- |
| Emberek száma: | 4695  | 5103    | 5671     | 5169    |
| Eltérés:       |       | +8,69 % | +11,13 % | -8,85 % |

| Év:            | 2023. | 2024.   |
| -------------- | ----- | ------- |
| Emberek száma: | 5154  | 5169    |
| Eltérés:       |       | +0,29 % |

- 1880-ban 5592 lakosából 3961 német, 1273 szlovák és 358 magyar anyanyelvű.
- 1890-ben 4643-an lakták, ebből 3056 német, 1252 szlovák és 335 magyar anyanyelvű.
- 1900-ban 5115 lakosából 2860 német, 1509 szlovák és 746 magyar anyanyelvű.
- 1910-ben 5029-en lakták, ebből 1739 magyar, 1688 német és 1503 szlovák anyanyelvű volt.
- 1921-ben 4622 lakosából 2225 csehszlovák, 1741 német, 353 magyar, 184 zsidó, 71 állampolgárság nélküli és 48 egyéb nemzetiségű.
- 1930-ban 4681 lakosából 2939 csehszlovák, 1291 német, 247 magyar, 113 zsidó, 54 állampolgárság nélküli és 36 egyéb nemzetiségű. Ebből 2319 római katolikus, 2010 evangélikus, 178 izraelita, 88 görög katolikus, 55 református és 31 egyéb vallású volt.
- 1991-ben 4569 lakosából 4135 (90,5%) szlovák, 7,94% cigány, 17 (0,37%) magyar.
- 2001-ben 4896 lakosából 4337 (88,58%) szlovák, 9,01% cigány, 31 (0,63%) magyar.
- 2011-ben 5702 lakosából 4083 szlovák, 613 cigány, 13 magyar, 13 cseh, 8 német és 963 ismeretlen nemzetiségű.
- 2021-ben 5102 lakosából 4293 szlovák, 185 cigány, 17 cseh, 16 magyar (0,3%), 5 német, 4 lengyel, 3 vietnami, 1 ukrán, 1 szerb, 1 zsidó, 576 ismeretlen nemzetiségű.[10]

## Nevezetességei

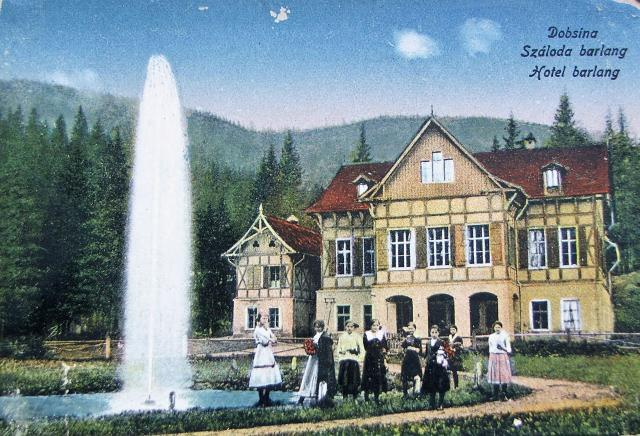
A Dobsinai Barlangszálló egy régi képeslapon
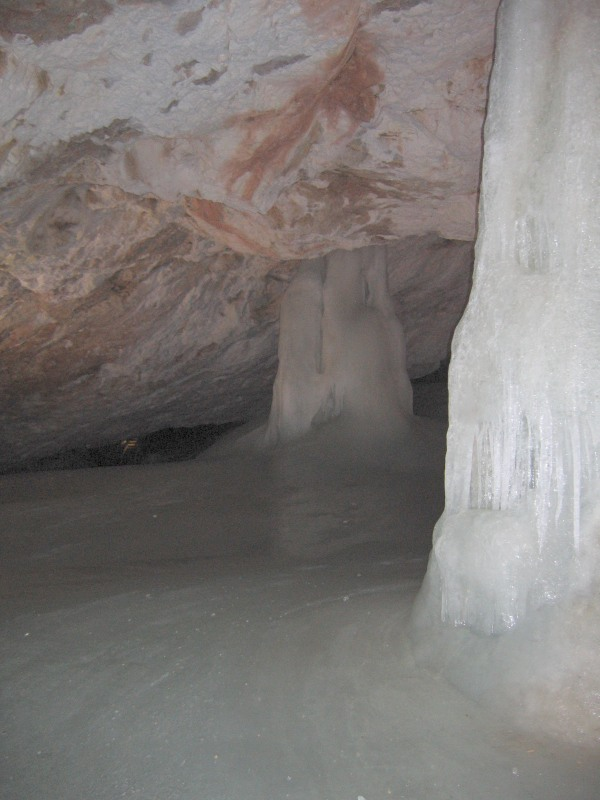
A dobsinai jégbarlang

- Xavéri Szent Ferenc tiszteletére szentelt, római katolikus temploma 1792-ben épült empire stílusban.
- Evangélikus temploma 1480 körül épült. Gótikus eredetű, később többször átépítették. Mai formáját a 19. század végi neogótikus átépítéskor kapta.
- A határában levő, 1870-ben felfedezett Dobsinai-jégbarlang kedvelt kirándulóhely. 2000-ben felkerült az UNESCO Világörökség listájára az Aggteleki-karszt és a Szlovák-karszt barlangjai részeként.
- A várostól északra található a Dobsinai vízerőmű.
- A neoreneszánsz városháza 1870-ben épült.
- A történelmi városközpontban klasszicista stílusú lakóházak láthatók.

## Neves személyek
- Innen származott Freytag József orvos.
- Itt született 1821-ben gömöri Szontágh Pál rézhámoros, politikus, országgyűlési képviselő, evangélikus egyházi vezető.
- Itt született 1830-ban iglói és zabari Szontagh Ábrahám orvosdoktor, homeopata gyakorló orvos.
- Itt született 1851-ben Sztehlo Ottó magyar építész.
- Itt született 1857-ben Szojka Gyula kereskedelmi akadémiai tanár.
- Itt született 1860-ban Szlávik Mátyás bölcseleti doktor, filozófus, evangélikus teológiai tanár.
- Itt született 1912-ben Andrej Reiprich szlovák entomológus, lepideptorológus.
- Itt élt Pákh Mihály (1795–1859) ágostai evangélikus szuperintendens.
- A gimnázium tanulója volt a neves szlovákok közül Juraj Palkovič 1784–1786, Pavel Jozef Šafárik 1808–1810 és Karol Kuzmány 1817–1820 között.
- vitéz Gömöry Árpád (1882–1943.), tábornok (vezérőrnagy), az Osztrák Császári Vaskorona-rend lovagja, Tiszti Arany Vitézségi Érmes, Borsod-Gömör vármegye-, majd Észak-Pest vármegye testnevelési felügyelője, a "Dobsinai Társaskör" tagja, író.
- Dr. Lux Gyula (1884-1957) tanár, nyelvész, a dobsinai és dél-szepesi német kultúrának a jeles kutatója volt; ősei egyébként több évszázadon keresztül a települést lakták és ugyanott bányászattal foglalkoztak.[11]
- Itt hunyt el Máday Károly (1821–1870) evangélikus lelkész, püspök.
- Itt hunyt el Szuszai Antal plébános, professzor.
- Itt tanult Bartholomaeides László magyarországi evangélikus lelkész.
- Itt tanult Bohuslav Tablic (1769-1832) szlovák költő, evangélikus lelkész.
- Itt tanult Forgon Mihály genealógus, történész, jogász.
- Itt dolgozott Münnich Adolf (1821-1899) bányaigazgató, bányamérnök, megyebizottsági tag.
- Innét származott Reményik Sándor családja.[12]
- Itt élt és a város első buléner nyelvű költője volt Samuel Klein (1847-1915) iskolaigazgató (12)
- A város másik, elismert, buléner ill. német nyelvű költője volt Samuel Pellionis (1870-1953) cipészmester (13), versei nyomtatásban is megjelentek.

## Testvértelepülések
- Sajószentpéter,   Magyarország (2000)
- Rudabánya,  Magyarország (2011)[13]